# Sebastian Bärlocher
Sebastian Bärlocher (9. Februar 1838 in Thal – 21. Mai 1902 in Rheineck) war ein Schweizer Textilindustrieller.

## Leben
Bärlocher stammte aus bescheidenen Verhältnissen. Er arbeitet als Stickereizeichner in einem Rheinecker Broderiegeschäft. 1868 gründete Bärlocher eine eigene Firma zur Fabrikation von Kettenstichstickereien für Vorhänge (Auszeichnungen an den Weltausstellungen von Wien 1873 und Paris 1878), wobei die bestickten Tüllvorhänge teils in Fabrik-, teils in Heimarbeit hergestellt wurden. 
Zudem war er Gemeinderat, Bezirksschulrat und stellvertretender Bezirksammann. Von 1880 bis 1902 war er Mitglied des Grossen Rats des Kantons St. Gallen (Mitglied wichtiger Kommissionen), zudem Führer der Rheintaler Liberalen. 1869 kaufte Bärlocher in Rheineck den im barocken Stil erbauten Löwenhof.
Er war verheiratet mit Emma Custer, Tochter des Gemeindeammanns Viktor Custer und Architekten in Rheineck.